# Elizabeth Mitchell
Elizabeth Joanna Robertson (* 27. březen 1970, Los Angeles, USA) je americká herečka. Proslavila se rolí Dr. Juliet Burkeové v dramatickém seriálu stanice ABC Ztraceni (2006–2010). Také v hlavní rolích v seriálech V (2009–2010), Revoluce (2012–2014) a Dead of Summer (2016) a vedlejší roli v seriálu Bylo, nebylo (2014). Zahrála si ve filmech Gia (1998), Frekvence (2000), Santa Claus 2 (2002), Santa Claus 3: Úniková klauzule (2006), a Očista: Volební rok (2016).

## Počátky
Rodačka z Los Angeles se narodila s příjmením Robertson, příjmení Mitchell získala v pěti letech, když si její matka Josephine vzala Josepha Daye Mitchella. Matka i nevlastní otec jsou právníci. Je nejstarší ze tří sester, další dvě se jmenují Kristina Helen a Katherine Day. Od dětství žila v Dallasu, kde také studovala.

## Kariéra
Před kamerou se poprvé objevila v roce 1993 v seriálu Dangerous Curves. Následně hrála v několika dalších seriálech, dokud se v roce 1998 neobjevila v televizním filmu Gia, kde hraje hlavní roli po boku Angeliny Jolie. Následovalo několik dalších seriálů a filmů. K těm nejúspěšnějším patří filmy Frekvence, Zběsilý útěk nebo Hra na dvě strany. Objevila se také v díle seriálu Dr. House, než v roce 2006 přišla největší role v její dosavadní kariéře, a to role Juliete v seriálu Ztraceni.
Objevila se také v několika dílech seriálů V a Pohotovost.

## Osobní život
Jejím manželem je herec Chris Soldevilla. Žijí na Bainbridge Island i se synem Christopherem Josephem, který se narodil v roce 2005.

## Filmografie

### Film
| Rok  | Název                           | Role                                | Poznámky |
| ---- | ------------------------------- | ----------------------------------- | -------- |
| 1998 | Gia                             | Linda Mitchell                      |          |
| 1999 | Molly                           | Beverly Trehare                     |          |
| 2000 | Frekvence                       | Julia 'Jules' Sullivan              |          |
| 2000 | Sestřička Betty                 | Chloe Jensen                        |          |
| 2001 | Hollywood Palms                 | Blair                               |          |
| 2001 | Hra na dvě strany               | Dr. Karen Winterman                 |          |
| 2002 | Santa Claus 2                   | Carol Newman / Paní Clausová        |          |
| 2006 | Zběsilý útěk                    | Edele Hansel                        |          |
| 2006 | Santa Claus 3: Úniková klauzule | Paní Clausová / Carol Newman-Calvin |          |
| 2011 | Answers to Nothing              | Kate                                |          |
| 2016 | Očista: Volební rok             | Charlene 'Charlie' Roan             |          |
| TBA  | What We Found                   | Kapitán Hilman                      |          |
| TBA  | Witch Hunt                      |                                     |          |
| TBA  | Welcome to Pine Grove!          | Laura Wilson                        |          |

### Televize
| Rok       | Název                                     | Role                                 | Poznámky |
| --------- | ----------------------------------------- | ------------------------------------ | --- |
| 1993      | Dangerous Curves                          | Bethanny Haines                      | díl: „Rainbow Serpent“ |
| 1994–1995 | Loving                                    | Dinah Lee Mayberry Alden McKenzie #2 | neznámý počet dílů |
| 1996      | L.A. Firefighters                         | Laura Malloy                         | vedlejší role, 6 dílů |
| 1996      | Ochránce                                  | Wendy Hawthorne                      | díl: „True Crime“ |
| 1997      | JAG                                       | Sandra Gilbert                       | díl: „Vojenský soud se Sandrou Gilbertovou“ |
| 1997      | Comfort, Texas                            | Trudy                                | neprodaný televizní pilotní díl |
| 1998      | Significant Others                        | Jane Chasen                          | vedlejší role, 6 dílů |
| 1998      | Gia                                       | Linda                                | TV film |
| 1999–2000 | Time of Your Life                         | Ashley Holloway                      | vedlejší role, 4 díly |
| 2000      | Příběh Lindy McCartneyové                 | Linda McCartney                      | TV film |
| 2000–2001 | Pohotovost                                | Dr. Kim Legaspi                      | vedlejší role, 14 dílů |
| 2001      | The Beast                                 | Alice Allenby                        | hlavní role, 6 dílů |
| 2001      | Všichni starostovi muži                   | Nancy Wheeler                        | díl: „Souboj“ |
| 2002      | Muž a chlapec                             | Cyd Mason                            | TV film |
| 2003      | The Lyon's Den                            | Ariel Saxon                          | vedlejší role, 7 dílů |
| 2003      | Zákon a pořádek: Útvar pro zvláštní oběti | Andrea Brown                         | díl: „Mercy“ |
| 2003      | Kriminálka Las Vegas                      | Melissa Winters                      | díl: „Vrahem i obětí“ |
| 2004      | Grammercy Park                            | Taylor Elliot Quinn                  | neprodaný televizní pilotní díl |
| 2004      | Everwood                                  | Sara Beck                            | díl: „Staking Claim“ |
| 2004      | Kauzy z Bostonu                           | Christine Pauley                     | díly: „Jsem do tebe blázen i po těch letech“ a „Není ryba jako ryba“ |
| 2004      | Dr. House                                 | sestra Mary Augustine                | díl: „Jeptiška“ |
| 2004      | 3: Dale Earnhardtův příběh                | Teresa Earnhardt                     | TV film |
| 2006      | Haskett's Chance                          | Ann Haskett                          | neprodaný televizní pilotní díl |
| 2006–2010 | Ztraceni                                  | Dr. Juliet Burke                     | hlavní role, 55 dílů Cena Saturn za nejlepší ženský herecký výkon ve vedlejší roli (seriál) (2008) nominace – Golden Nyprh za nejlepší ženský herecký výkon ve vedlejší roli (seriál) (2007–09) nominace – Cena Emmy za nejlepší ženský herecký výkon v hostující roli (drama) nominace – Cena Saturn za nejlepší ženský herecký výkon ve vedlejší roli (seriál) (2007, 2009–10) |
| 2009–2011 | V                                         | Erica Evans                          | hlavní role, 22 dílů nominace – Cena Saturn za nejlepší ženský herecký výkon v hlavní roli (seriál) |
| 2011      | Zákon a pořádek: Útvar pro zvláštní oběti | June Frye                            | díl: „Totem“ |
| 2012–2014 | Revoluce                                  | Rachel Matheson                      | hlavní role, 42 dílů nominace – Cena Saturn za nejlepší ženský herecký výkon ve vedlejší roli (seriál) |
| 2013      | Případ Casey                              | Linda Drane Burdick                  | TV film |
| 2013      | Mé potrhlé já                             | Barbara Cartwell                     | TV film |
| 2014      | Bylo, nebylo                              | Ingrid / Královna / Sarah Fisher     | vedlejší role, 10 dílů |
| 2015      | Gortimer Gibbon's Life on Normal Street   | budoucí Mel Fuller                   | díl: „Mel vs. the Future“ |
| 2015      | Bez hranic                                | Carine Strand                        | hlavní role, 12 dílů |
| 2016      | Dead of Summer                            | Deb Carpenter                        | hlavní role, 10 dílů |
| 2018      | Expanze                                   | Dr. Annushka "Anna" Volovodov        | vedlejší role, 11 dílů |
| 2019      | Mrtvý bod                                 | Scarlett Myers                       | díl: „Everybody Hates Kathy“ |
| 2019      | The Christmas Club                        | Olivia Bennett                       | TV film |

### Internet
| Rok       | Název                | Role             | Poznámky |
| --------- | -------------------- | ---------------- | -------- |
| 2007–2008 | Lost: Missing Pieces | Dr. Juliet Burke | 4 díly   |

### Divadlo
| Rok  | Název                     | Role               | Poznámky |
| ---- | ------------------------- | ------------------ | -------- |
| 1992 | Amateurs                  | Jennifer           |          |
| 1994 | Red Channels              | Shelia Harcourt    |          |
| 1995 | Three Tall Women          | C                  |          |
| 1999 | Absolution                | Gordonova manželka |          |
| 2008 | A Midsummer Night's Dream | Helena             |          |